# 斧澤清水
斧澤 清水（おのざわ せいすい、本名：斧澤 辰次郎、1892年4月2日 - 1960年12月1日）は、日本画家。　

## 人物
栃木県佐野市において教員のかたわら日本画を制作。
生涯にわたり作品を販売することなくアマチュア画家として活動し地元に貢献。ゆかりある場所や人物に多数の作品を寄贈した。

## 公的な活動
第二次世界大戦時、地元の戦死者遺族に観音像を描き寄贈（80点余り）
愛知県聖親会戦没者の観音堂本尊（注１）
佐野郵便局の消印図案作成。昭和24年11月30日郵政省告示第259号
知人の仲介により、第7回国際華道オリンピア（1947年・ロンドン）に「アヤメ」出品（注２）
チャーチル元英首相80歳誕生記念式典とカナダ・オタワのカトリック教会に「聖観音像」を寄贈（注３）
1956年10月、森下元外務次官などの後援によりエリザベス女王に「藤娘」の掛け軸を献上（注４）
遺志により佐野市朝日森神社に祭神菅公の立ち隠れ二双屏風を奉納（注５）

## 参考
（注１）栃木讀賣新聞　昭和29年5月30日
（注２）栃木讀賣新聞　昭和28年6月23日、7月30日、9月15日、11月6日
（注３）栃木讀賣新聞　11月6日
（注４）東京新聞栃木版　昭和31年10月16日、下野新聞　昭和31年10月16日、Yomiuri  Japan News 昭和31年10月18日
（注５）昭和36年5月4日
「佐野の文化　伝統と未来50」1993年　佐野市教育委員会発行　P.13